# 2005 في مصر
فيما يلي قوائم الأحداث التي وقعت خلال عام 2005 في مصر.

## أحداث
- 23 يوليو – تفجيرات شرم الشيخ 2005
- 1 يناير – انتخابات مجلس الشعب المصري 2005
- 7 سبتمبر – انتخابات الرئاسة المصرية 2005

## أفلام
من الأفلام التي صدرت هذه السنة في مصر:
- 1 يناير – أبو علي من إخراج أحمد نادر جلال.
- 1 يناير – أريد خلعا من إخراج أحمد عواض.
- 1 يناير – الباحثات عن الحرية من إخراج إيناس الدغيدي.
- 1 يناير – الحاسة السابعة من إخراج أحمد مكي.
- 1 يناير – السفارة في العمارة من إخراج عمرو عرفة.
- 1 يناير – السيد أبو العربي وصل
- 1 يناير – إنت عمري من إخراج خالد يوسف.
- 1 يناير – جاي في السريع
- 1 يناير – حاحا وتفاحة
- 1 يناير – حمادة يلعب من إخراج سعيد حامد.
- 1 يناير – درس خصوصي
- 1 يناير – دم الغزال
- 1 يناير – زكي شان من إخراج وائل إحسان.
- 1 يناير – سهر البنات
- 1 يناير – سيد العاطفي من إخراج علي رجب.
- 1 يناير – شباب سبايسي
- 1 يناير – فتح عينيك
- 1 يناير – واحد كابوتشينو
- 5 يناير – ويجا من إخراج خالد يوسف.
- 21 يناير – خالي من الكوليسترول
- 23 فبراير – فرحان ملازم آدم من إخراج عمر عبد العزيز.
- 28 فبراير – علي سبايسي من إخراج محمد النجار.
- 16 مارس – خريف آدم
- 5 يونيو – بوحة من إخراج رامي إمام.
- 15 يونيو – أحلام عمرنا
- 20 يونيو – بحبك وبموت فيك
- 22 يونيو – يا أنا يا خالتي من إخراج سعيد حامد.
- 27 يوليو – حرب أطاليا من إخراج أحمد صالح.
- 3 أغسطس – معلش إحنا بنتبهدل من إخراج شريف مندور.
- 10 أغسطس – عيال حبيبة من إخراج مجدي الهواري.
- 20 أغسطس – حريم كريم من إخراج علي إدريس.
- 4 نوفمبر – بنات وسط البلد من إخراج محمد خان.
- 23 نوفمبر – علمني الحب من إخراج ياسر زايد.
- 30 نوفمبر – الحياة منتهى اللذة
- 28 ديسمبر – ليلة سقوط بغداد من إخراج محمد أمين.

## كتب
من الكتب التي صدرت هذه السنة في مصر:
- 1 يناير – عصر العلم من تأليف أحمد زويل.
- 1 يناير – كيف نتعامل مع القرآن من تأليف محمد الغزالي.

## وفيات

### يناير
- 1 يناير – سعاد زكي (مواليد 1915) مغنية مصرية-إسرائيلية.
- 1 يناير – علي مصطفى بغدادي (مواليد 1922)

### فبراير
- 12 فبراير – ثابت البطل (مواليد 1953) لاعب كرة قدم مصري.
- 16 فبراير – ناريمان ملكة مصر القرينة (مواليد 1934)
- 25 فبراير – عاطف صدقي (مواليد 1930) سياسي مصري.

### مارس
- 27 مارس – أحمد زكي (مواليد 1949) ممثل مصري.

### مايو
- 2 مايو – محمد رشدي (مواليد 1928) مغني مصري.

### يونيو
- 11 يونيو – آن ماري ألونزو (مواليد 1951) كاتبة كندية.

### أغسطس
- 3 أغسطس – زينب الغزالي (مواليد 1917) زينب الغزالي.

### سبتمبر
- 18 سبتمبر – حسن أبو باشا (مواليد 1922)

### نوفمبر
- 18 نوفمبر – حسين الشافعي (مواليد 1918) نائب رئيس جمهورية مصر السابق، وأحد الضباط الأحرار المصريين.

### ديسمبر
- 1 ديسمبر – أبو حمزة ربيعة (مواليد 1967)
- 4 ديسمبر – ألفريد فرج (مواليد 1929) كاتب مصري.